# Istituto giuridico
Un istituto giuridico, in diritto, indica il complesso di norme che regolano una medesima fattispecie. Fanno parte della nozione di istituto sia le norme che determinano la fattispecie sia quelle che riuniscono sotto una disciplina comune (cioè un gruppo di norme o regole) il verificarsi della fattispecie. Può quindi essere definito come sintesi di fattispecie e disciplina.

## Descrizione
Negli atti normativi che disciplinano in modo sistematico e organico una materia, quali i codici, le norme sono di solito aggregate secondo l'istituto giuridico al quale si riferiscono; la tecnica legislativa sovente utilizzata è quella di far seguire alla norma che determina la fattispecie (tradizionalmente rubricata "Nozione" nei codici italiani) le norme che contengono la sua disciplina. 
Possono anche esserci istituti giuridici che non sono delineati in modo così chiaro dal legislatore e la cui disciplina è sparsa in una pluralità di atti normativi: in questo caso è l'interprete che riconduce la varie norme ad un istituto giuridico.

### Istituti giuridici e istituzioni sociali
L'istituto giuridico può anche essere visto come il complesso di norme attraverso le quali l'ordinamento giuridico disciplina un determinato fenomeno sociale (e il fenomeno stesso, in quanto disciplinato in questo modo), identificabile in un rapporto giuridico o in un insieme di rapporti giuridici che intercorrono tra una pluralità di soggetti. In questo senso il concetto di istituto giuridico si avvicina a quello di istituzione riferentesi però alla realtà sociale alla base di tali rapporti giuridici; un'istituzione può essere costituita, oltre che da norme codificate (quali quelle giuridiche), anche da norme non codificate, quali abitudini, consuetudini e codici morali.
Può accadere che un'istituzione di tale tipo sorga spontaneamente nella società, e l'ordinamento intervenga in un secondo tempo a disciplinare il fenomeno, creando un istituto giuridico; può anche accadere il contrario: che la disciplina giuridica preceda la formazione di un'istituzione sociale, la quale, dunque, non sarà spontanea ma artificiale. 
Infine possono esserci istituzioni sociali ignorate dall'ordinamento o, addirittura, in contrasto con esso (si pensi al duello, ancora socialmente accettato in Italia a cavallo tra il XIX e XX secolo, sebbene vietato dal codice penale allora in vigore).

### Esempi
Tra gli innumerevoli esempi di istituto giuridico si possono citare la famiglia, la proprietà, la successione a causa di morte, il matrimonio, la responsabilità civile, l'espropriazione per pubblica utilità, la società commerciale, la comunione, il condominio negli edifici, l'associazione, ecc. 
Poiché talune fattispecie possono essere ricomprese in fattispecie più ampie, anche tra i corrispondenti istituti giuridici intercorrono analoghe relazioni di genere e specie. Ad esempio, l'istituto della successione testamentaria è una specie di istituto più ampio di quello della successione a causa di morte.